# Ernest Vandiver
Samuel Ernest Vandiver Jr. (ur. 3 lipca 1918 w Canon, Georgia, zm. 21 lutego 2005) – amerykański polityk, gubernator stanu Georgia w latach 1959–1963, działacz Partii Demokratycznej.
Studiował na Uniwersytecie Stanowym Georgii. Służył w armii amerykańskiej w okresie II wojny światowej. W 1946 został wybrany na burmistrza miasta Lavonia. Wspierał w 1946 kandydaturę Eugene Talmadge'a na gubernatora Georgii, a po jego śmierci (jeszcze przed zaprzysiężeniem) opowiedział się za synem Talmadge'a, Hermanem w sporze "trzech gubernatorów". Herman Talmadge powierzył Vandiverowi wysokie stanowisko w administracji stanowej; od 1954 Vandiver był zastępcą gubernatora.
W 1958 Vandiver startował w wyborach na gubernatora pod hasłem oczyszczenia się demokratów po serii skandali administracji gubernatora Griffina. Po sukcesie wyborczym pełnił funkcję gubernatora w latach 1959-1963 i został zastąpiony przez Carla Sandersa. Podjął m.in. próbę reformy systemu wyborczego.
W 1966 zgłosił swoją kandydaturę w kolejnych wyborach, ale wycofał się z przyczyn zdrowotnych. W 1972 przegrał walkę o miejsce w Senacie USA z Samem Nunnem.